# Badminton
Badminton er en ketsjersport for to eller fire spillere. Der konkurreres i single, double og mixdouble. Formålet med spillet er at slå fjerbolden med ketsjeren, så den flyver over nettet til den anden banehalvdel, sådan at modstanderen ikke kan nå bolden, før den rammer jorden indenfor banens grænser. Man må i modsætning til f.eks. volleyball kun ramme bolden én gang.
I 2006 kom et nyt pointsystem (meget lig det, der tidligere blev brugt i bordtennis): Der spilles først til 21 point, og både den servende og modtagende part kan score point ved hver vundet bold. Opstår der pointlighed ved 20, spilles der indtil at den ene part fører med to point, dog højst til 30.
Sportens popularitet varierer meget fra land til land, og Danmark er et af de lande, hvor den har sin største udbredelse, og der er tradition for topresultater. Dens udbredelse er allerstørst i Asien: Kina, Indonesien, Malaysia, Korea og Japan. I mange asiatiske lande er den nationalsport og hører derfor til de mest populære sportsgrene i verden.

## Historie
Sporten har angiveligt rødder tilbage til det gamle Grækenland og en række lande i Østen. Den moderne udgave kan spores til Indien, hvor britiske soldater i 1860'erne tog en børneleg til sig, der gik ud på at holde en fjerbold i luften med en ketsjer. Soldaterne tilføjede et net, og dermed var badminton født.
Den fik navn efter hertugen af Beauforts residens Badminton House. Nogle af de indiske soldater spillede her med hertugens børn, og de begyndte at omtale spillet som Badminton. De internationale mål for badmintonbanen er præcis de samme som hallens.
Den første badmintonklub, Bath Badminton Club, blev stiftet i 1877 i Bath i nærheden af Badminton House, og i 1893 nedskrev det engelske badmintonforbund et regelsæt, der stort set svarer til nutidens.
The International Badminton Federation (IBF) blev stiftet i 1934 af Canada, Danmark, England, Frankrig, Nederlandene, Irland, New Zealand, Skotland og Wales.
Badminton blev introduceret i det olympiske program i 1992. Inden havde sportsgrenen været demonstrationssport ved legene i 1972 og 1988.
Verdens hårdeste badmintonslag blev målt til en fart på 493 km/t af Tan Boon Heong.
I Danmark var der i 2020 93.151 medlemmer og 706 foreninger i Badminton Danmark.

## Super series Turneringer
- Malaysia Open
- Korea Open
- All England
- Swiss Open
- Singapore Open
- Indonesia Open
- Japan Open
- China Masters
- Denmark Open
- French Open
- China Open
- Hong Kong Open
- Australia Open

## Andre turneringer
- Badminton under sommer-OL
- EM i badminton
- VM i badminton
- Sudirman Cup
- Thomas Cup
- Uber Cup
- Copenhagen Masters